# Aztlán 4.ª Sección (Corcho y Chilapilla)
Aztlán 4.ª Sección (Corcho y Chilapilla) es una localidad del municipio de Centro ubicado en la subregión centro del estado mexicano de Tabasco.

## Geografía
La localidad de Aztlán 4.ª Sección (Corcho y Chilapilla) se sitúa en las coordenadas geográficas 18°09′06″N 92°42′05″O / 18.151667, -92.701389, a una elevación de -6 metros sobre el nivel del mar.

## Demografía
Según el Conteo de Población y Vivienda 2020, efectuado por el Instituto Nacional de Estadística y Geografía, la localidad de Aztlán 4.ª Sección (Corcho y Chilapilla) tiene 240 habitantes, de los cuales 127 son del sexo masculino y 113 del sexo femenino. Su tasa de fecundidad es de 2.87 hijos por mujer y tiene 68 viviendas particulares habitadas.
| Gráfica de evolución demográfica de Aztlán 4.ª Sección (Corcho y Chilapilla) entre 1970 y 2020 |
|                                                                                                |
| INEGI.                                                                                         |